# Тес, Марион
Марион Тес (нем. Marion Thees; род. 5 июля 1984, Айзенах, округ Эрфурт, ГДР), урождённая Тротт (нем. Trott) — немецкая скелетонистка, двукратная чемпионка мира в скелетоне (2009, 2011), двукратная чемпионка мира (2009, 2011) в смешанной команде.

## Карьера
Тес дважды участвовала в чемпионатах мира по скелетону. В 2008 году она заняла седьмое место, а в следующем году стала лучшей среди женщин, выиграв также вместе со своей сборной соревнование смешанных команд. Также она бронзовая призёрка чемпионата мира среди юниоров 2006 года и серебряная чемпионата Европы 2009 года.
В сезоне 2008/09 Тес выиграла кубок мира, победив на двух этапах и заняв призовые места на ещё двух.
В 2014 году Тес побывала на Олимпийских играх в Сочи, где финишировала тринадцатой.

## Призовые места на этапах кубка мира

### 1-е место
- 12 февраля 2009, Парк Сити, США
- 5 февраля 2009, Ванкувер, Канада

### 2-е место
- 11 февраля 2009, Парк Сити, США

### 3-е место
- 9 января 2009, Кёнигсзее, Германия
- 3 февраля 2008, Кёнигсзее, Германия